# Surto de hMPV na China (2024–25)
O surto de hMPV na China, causado pela síndrome respiratória provocada pelo metapneumovírus humano (hMPV), teve início com um aumento significativo de casos em Pequim, no mês de dezembro de 2024.
O aumento dos casos foi trazido à atenção pública quando o Centro Chinês de Controle e Prevenção de Doenças publicou dados que mostraram um aumento significativo nas infecções respiratórias causadas pelo metapneumovírus humano na semana de 16 a 22 de dezembro de 2024. No entanto, a Organização Mundial da Saúde (OMS) observou que o aumento nos casos de hMPV está dentro da faixa esperada para esta época do ano durante o inverno no hemisfério norte.

## Doença
Os sintomas do metapneumovírus humano (hMPV) frequentemente são semelhantes aos de um resfriado comum, incluindo tosse, febre, coriza ou nariz entupido, dor de garganta, chiado no peito, falta de ar e erupção cutânea. A maioria das pessoas com HMPV apresenta sintomas leves de infecção respiratória alta, semelhantes aos do resfriado comum, e se recupera em cerca de 7 a 10 dias sem complicações. No entanto, certos grupos estão em maior risco de complicações graves:
- Pneumonia: O hMPV pode causar pneumonia viral, exigindo hospitalização e, em casos graves, cuidados intensivos.

- Bronquiolite: Lactentes e crianças pequenas frequentemente apresentam inflamação e obstrução das vias aéreas, levando a dificuldades respiratórias e chiado no peito.

- Exacerbação de condições crônicas: O hMPV pode agravar condições respiratórias preexistentes, como asma ou doença pulmonar obstrutiva crônica (DPOC).

- Infecções bacterianas secundárias: Infecções, como pneumonia bacteriana, podem surgir como complicações devido à imunidade enfraquecida.

- Complicações na gravidez: Problemas respiratórios causados pelo HMPV durante a gravidez podem representar riscos à saúde materna e fetal.[5]

Não há um medicamento antiviral específico para o hMPV. O tratamento tem como objetivo principal o tratamento sintomático e a prevenção de complicações. Recomenda-se repouso, hidratação e medicamentos de venda livre para controlar dores no corpo e febres em casos leves. Casos graves podem exigir oxigenoterapia e hospitalização. Indivíduos imunodeficientes podem ser tratados com Ribavirina e imunoglobulina intravenosa (IVIG).
Ainda não há estudos conclusivos que comprovem o método exato de transmissão do HMPV, mas acredita-se que ocorra por contato com secreções contaminadas, por meio de gotículas, aerossóis ou vetores fômites.
O hMPV pertence à subfamília Pneumovirinae (gênero Metapneumovirus). É um vírus de RNA de fita simples, não segmentado, de sentido negativo e envelopado.

### Diagnóstico
O teste de reação em cadeia da polimerase com transcrição reversa em tempo real (RT-qPCR) é amplamente utilizado na detecção clínica de hMPV devido à sua sensibilidade, rapidez nos resultados (1–3 horas) e capacidade de quantificar a carga viral, avaliando a gravidade da infecção.
Cultura viral, LAMP e outros métodos também podem ser usados, mas apresentam desvantagens em relação ao RT-qPCR.

### Prevenção
A Moderna realizou ensaios clínicos com uma vacina experimental de RNA modificado (modRNA) contra o metapneumovírus. Em outubro de 2019, o candidato à vacina passou pela fase I de pesquisa clínica.

## Epidemiologia
Desde 2006, o hMPV já apresentava distribuição global.

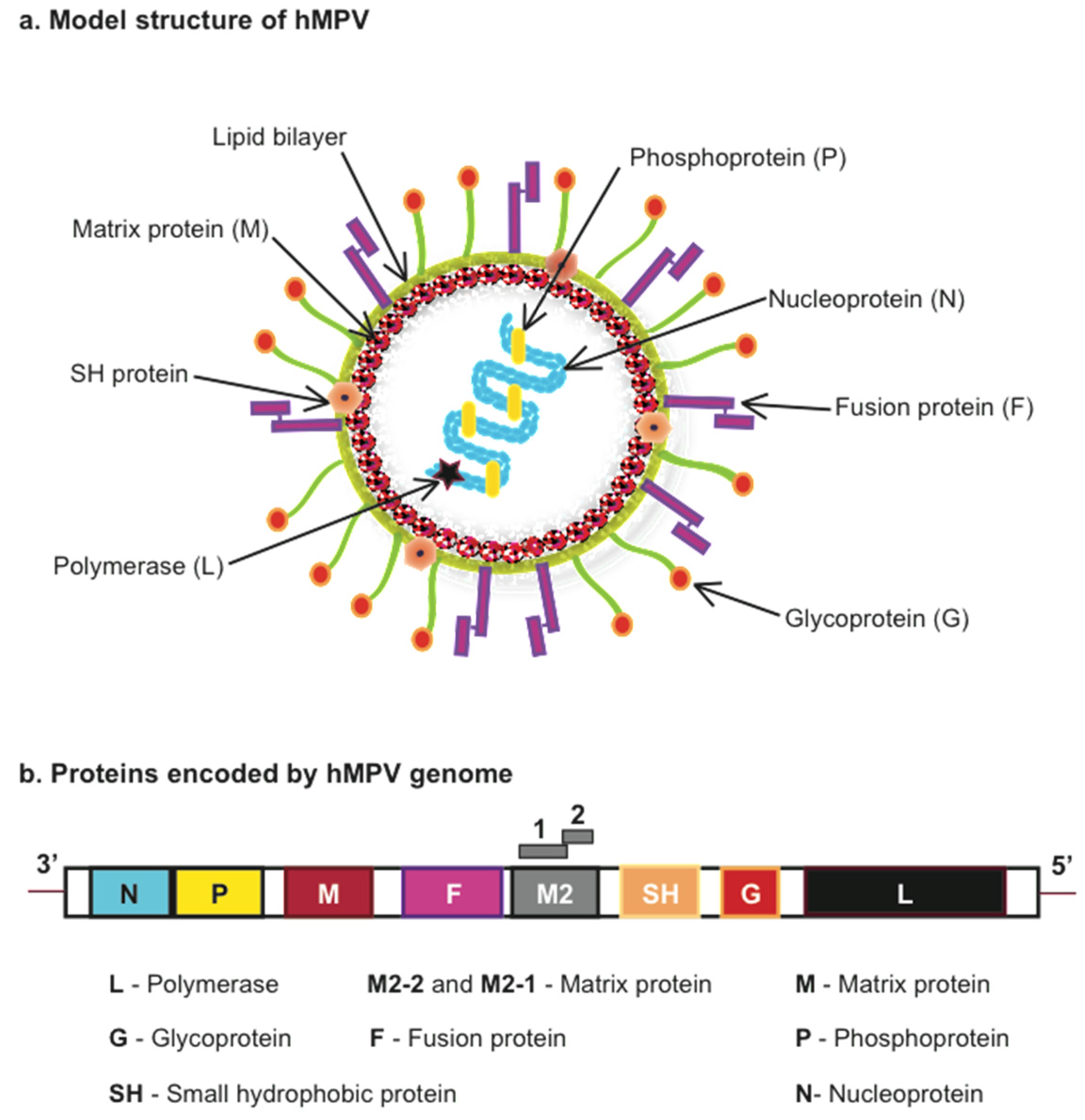
Estrutura e proteínas codificadas pelo metapneumovírus humano (hMPV)

No final de 2024, o metapneumovírus humano foi relacionado a 6,2% dos testes positivos para doenças respiratórias e 5,4% das hospitalizações por doenças respiratórias na China, superando COVID-19, rinovírus e adenovírus. Casos também foram registrados em Hong Kong, mas com uma taxa de crescimento menor do que na China continental.
Kan Biao, chefe do Centro Chinês de Controle e Prevenção de Doenças (CCDC) do Instituto Nacional de Controle e Prevenção de Doenças Transmissíveis, anunciou que a taxa de infecção pelo hMPV entre crianças com até 14 anos estava em alta na China no final de 2024. Autoridades de saúde chinesas afirmaram que o aumento está de acordo com as tendências sazonais gerais.
Casos também foram relatados na Malásia, com um aumento de 102 casos, passando de 225 casos em 2023 para 327 casos em 2024. O Ministério da Saúde da Malásia recomendou que a população se mantivesse vigilante, utilizando máscaras em caso de infecção e adotando outras medidas de prevenção contra o contágio.

## Respostas
A OMS não recomendou restrições de viagens ou comércio com base nas avaliações de risco atuais.

### Índia
A Secretária de Saúde da União da Índia declarou, em 7 de janeiro, que não há motivo de preocupação para o público em relação ao hMPV. Ela recomendou que os estados reforcem e revisem a vigilância de doenças semelhantes à gripe (ILI) e infecções respiratórias agudas graves (SARI). Também sugeriu intensificar as ações de Informação, Educação e Comunicação (IEC) e a conscientização da população sobre medidas simples de prevenção da transmissão do vírus, como lavar as mãos frequentemente com água e sabão. Ela destacou que é comum observar um aumento em doenças respiratórias durante os meses de inverno e afirmou que a Índia está bem preparada para lidar com qualquer possível aumento nos casos de doenças respiratórias.

### Paquistão
No Paquistão, o Instituto Nacional de Saúde informou que o hMPV foi registrado no país desde 2001, com 21 casos relatados no Instituto de Ciências Médicas do Paquistão (PIMS) em 2015. No início de janeiro de 2025, o governo paquistanês estava monitorando de perto a situação na China e convocou uma reunião do Centro Nacional de Comando e Operações (NCOC).